# Miridiba pilosella
Miridiba pilosella är en skalbaggsart som beskrevs av Moser 1908. Miridiba pilosella ingår i släktet Miridiba och familjen Melolonthidae. Inga underarter finns listade i Catalogue of Life.